# Балчишка солница
Балчишка солница (до 29 юни 1942 г. Балчишка тузла, Балчишко блато, известно и като Тузлата или Кара гьол) е крайморско езеро и калолечебен курорт със същото име, който използва калта от езерото.

## География и физикохимични особености
Езерото е лиман и е образувано върху свлачище. Намира се в северната част на българското Черноморие на около 5 km източно от Балчик. Водата му е много солена и по солна концентрация е близка до водата на Мъртво море: солеността му е от 28‰ в източната до 160‰ в западната част. Дъното му е покрито с радиоактивна тиня, с тъмнокафяв до черен цвят, с голяма пластичност, мирис на сероводород, със зърнест и фин еднороден строеж. Запасите от лечебна тиня са около 38 000 тона. Калта е с лечебни физико-химични качества и се черпи от съществуващите две лиманни езера – плитко и дълбоко. Запасите в калонаходището в плиткото езеро са около 26 000 тона. Всяка година калният пласт се увеличава с около 5 – 6 mm. По такъв начин годишно се образуват около 200 тона нова кал.

## Калолечение
Лечебните свойства на Тузленската кал са били известни и ползвани още през XVIII век. Лечебната кал от езерото Балчишка тузла спада към високо минерализираните (над 35 г/кг), средно сулфидни, със значимо съдържание на хлориди, сулфати и магнезий в разтворим вид. Калта е сива до сивочерна, мазна, с едрозърнести частици. Течната кал е натриево-магнезиево-хлоридна с минерализация, която зависи от оводняването на езерото. Съдържанието на разтворените соли в течната кал достига до 83 г/кг, а средната минерализация е различна при различните изследвания и варира от 37 до 66 г/кг. Значителната концентрация на сулфатни йони – около 8 г/кг, е причина за пресищане на разтвора и образуване на кристали. Това е най-силно през летните месеци, когато образуването на гипсови кристали крие опасност от изгаряния.
Лечебната кал без пречистване е със задоволителни физични и физико-механични показатели. Физичните показатели на лечебната кал като влага, водозадържаща способност, обем на утайка, степен на набъбване и топлопредаване са невинаги пълноценни за използване в балнеолечението. Замърсеността с миди, пясъчни частички и кристали с големина до 0,25 мм достигат 8 – 9%. След пречистване тези показатели се подобряват. Запасите от лечебна кал като балнеолечебен ресурс се изчисляват на 11 332 тона.
На 18 юли 1929 година започва поредния активен сезон на Тузленските бани, чиито гости имат на разположение кабини с достъп до топли кални, студени кални и морски бани. От 1955 г. функционира санаториум с калолечебен център – специализирана болница за рехабилитация, разположена на около 6 km източно от града. Специализирана е за лечение на заболявания на опорно-двигателния апарат, периферна и централна нервна система, кожни заболявания и заболявания на обмяната на веществата. От чешмите и душовете на болницата тече сулфидна минерална вода с лечебно въздействие. Водата е хипотермална (с температура 33 °С) и слабо минерализирана. Секторът „Открито калолечение“ в Тузлата представлява две зони, разделени помежду си от стена. Едната зона се ползва от жени, а другата – от мъже.